# Imre Perényi (palatin)
Imre Perenyi (en hongrois : Perényi (III.) Imre, en croate : Mirko Perényi, en latin : Emericus Perenius) († 5 février 1519) est un général et un homme politique du Royaume de Hongrie qui fut notamment ban de Croatie et Palatin de Hongrie. 

## Sources
- József Fogel: II. Ulászló udvartartása (1490–1516) , Académie hongroise des sciences, Budapest, 1913
- József Fogel: II. Lajos udvartartása, Budapest, 1917
- Tibor Neumann 2016: Hercegek a középkor végi Magyarországon. In: Attila Zsoldos (szerk.): Hercegek és hercegségek a középkori Magyarországon. Közlemények Székesfehérvár Történetéből. Székesfehérvár, 95–112.